# ماكرينيتسا
ماكرينيتسا (Μακρινίτσα) هي مدينة في ماغنيسيا في مقاطعة فوريا إلادا في اليونان.